# کیوزی دلا ورنا
کیوزی دلا ورنا (به ایتالیایی: Chiusi della Verna) یک کومونه در ایتالیا است که در استان آرتزو واقع شده‌است.

## خصوصیات
کیوزی دلا ورنا ۱۰۲٫۵ کیلومترمربع مساحت و ۲٬۲۴۰ نفر جمعیت دارد و ۹۶۰ متر بالاتر از سطح دریا واقع شده‌است.

## خواهرخوانده
شهرهای بورگو ماجیوره، Helmstadt و سرواله (سن مارینو) خواهرخوانده‌های کیوزی دلا ورنا هستند.